# برت لنرد
برت لنرد (انگلیسی: Brett Leonard؛ زادهٔ ۱۴ مهٔ ۱۹۵۹) کارگردان، نویسنده، تهیه‌کننده و فیلم‌نامه‌نویس اهل ایالات متحده آمریکا است.